# Le Jour du soleil noir
Pour les articles homonymes, voir Soleil noir.
Le Jour du soleil noir est une bande dessinée réalisée par William Vance (dessin) et Jean Van Hamme (scénario). Initialement publiée dans Le Journal de Spirou en 1984 (n° 2408 à 2411), elle sort ensuite en albums chez Dargaud la même année. Il s'agit du premier tome de la série XIII.

## Résumé
A New-York en pleine campagne électorale présidentielle, alors qu'il participait à un meeting dans les rues de la Grosse Pomme, le Président des États-Unis William Sheridan est abattu par un sniper.
Quelques mois plus tard, un vieux pêcheur du nom d'Abe découvre sur la plage un homme échoué et blessé à la tête. Il le ramène chez lui et demande à sa femme de s'occuper de lui. Sa femme, Sally découvre un nombre tatoué sous la clavicule gauche : le numéro XIII. Un ancien chirurgien devenue alcoolique, Martha, s'occupe de lui en extrayant une balle de sa tête. Cependant il est devenu amnésique et ignore la signification du nombre XIII de son tatouage. Abe découvre une clef cousue dans la chemise de XIII.
Deux mois plus tard, après son retour de la plage avec Martha, il trouve Abe et Sally, ceux qui l'avaient recueilli, morts, assassinés dans leur sommeil. Deux tueurs étaient venus le chercher pour le tuer. Il réussit à tuer l'un des deux tueurs tandis que l'autre s'échappe. Il découvre une photo de lui et d'une jeune femme sur le corps du premier tueur (afin de l'identifier pour le tuer). 
C'est alors qu'il part de sa maison « d'adoption » afin d'essayer de retrouver ses souvenirs.
Première étape : aller à Eastown, ville où la photographie a été développée et y découvrir pourquoi deux types ont voulu l'assassiner…
Une fois là-bas, XIII découvre que la clef de sa chemise ouvre la porte d'une maison, celle de Kim Rowland. Il trouve dans la maison le même portrait de lui et de la femme. En l'examinant, il trouve cachée une lettre ainsi qu'une clef d'un coffre de la National Trust Bank. Le lieutenant de police Hemming débarque chez lui afin de le tuer mais lui réclame, en échange de sa vie, la clé du coffre de sa banque où il y aurait de l'argent…
N'ayant d'autre choix, il la lui donne et une fois là-bas, il réussit à s'échapper grâce à la mallette qui était piégée (XIII lui-même ne le savait pas).
Il s'échappe, mais pas pour longtemps. D'autres tueurs viennent à l'hôtel pour le tuer ; il s'échappe juste avant, sur le toit, et réussit à s'enfuir pour tomber sur le colonel Amos, la personne chargée de s'occuper de l'enquête sur l'assassinat du président Sheridan. Amos accuse non seulement XIII d'être un membre d'une conspiration qui visait à assassiner le président et renverser le pouvoir, mais en plus d'être le sniper qui aurait assassiné le président.
Mais il ne se souvient de rien… commence alors la grande route pour retrouver sa mémoire. XIII s'échappe des locaux d'Amos. Il retourne à la maison de Martha où il est attendu par la Mangouste, qui échoue à le tuer, Martha s'étant sacrifiée pour lui. Il se met à la recherche de Steve Rowland.

## Remarques
- Le titre évoque le "soleil noir", qui est aussi le nom d'un symbole néo-nazi, ce qui préfigure l'orientation politique du complot.

### Documentation
- Paul Gravett (dir.), « De 1970 à 1989 : XIII : le Jour du soleil noir », dans Les 1001 BD qu'il faut avoir lues dans sa vie, Flammarion, 2012 (ISBN 2081277735), p. 476.